# برندان ماكجيل
برندان ماكجيل (بالإنجليزية: Brendan McGill)‏ (22 مارس 1981 بدبلن في جمهورية أيرلندا - ) هو لاعب كرة قدم أيرلندي في مركز الوسط. شارك مع منتخب جمهورية أيرلندا تحت 17 سنة لكرة القدم. أما مع النوادي، فقد لعب مع درودا يونايتد ونادي بوهيميان ونادي سندرلاند ونادي شيلبورن ونادي بارو ونادي كارلايل يونايتد وGretna F.C. ‏.

## وصلات خارجية
- برندان ماكجيل على موقع قاعدة بيانات كرة القدم.إي يو (الإنجليزية)
- برندان ماكجيل على موقع Soccerbase.com (لاعب) (الإنجليزية)